# Tunsan
Tunsan är en sjö i Säters kommun i Dalarna och ingår i Dalälvens huvudavrinningsområde. Sjön har en area på 1,08 kvadratkilometer och ligger 207,1 meter över havet.

## Delavrinningsområde
Tunsan ingår i det delavrinningsområde (668534-146995) som SMHI kallar för Utloppet av Tunsan. Medelhöjden är 252 meter över havet och ytan är 13,21 kvadratkilometer. Räknas de 22 avrinningsområdena uppströms in blir den ackumulerade arean 138,31 kvadratkilometer. Tunaån (Flokån) som avvattnar avrinningsområdet har biflödesordning 2, vilket innebär att vattnet flödar genom totalt 2 vattendrag innan det når havet efter 240 kilometer. Avrinningsområdet består mestadels av skog (73 procent). Avrinningsområdet har 1,18 kvadratkilometer vattenytor vilket ger det en sjöprocent på 9 procent.